# SummerSlam 2012
SummerSlam 2012 was een professioneel worstelpay-per-viewevenement dat georganiseerd werd door de WWE. Dit evenement was de 25ste editie van SummerSlam en vond plaats in de Staples Center in Los Angeles op 19 augustus 2012.

## Achtergrond
Sheamus en Alberto Del Rio's match voor het World Heavyweight Championship was geannuleerd door de General Manager van SmackDown, Booker T, vanwege de acties van Del Rio dat plaatsvond tijdens de SmackDown-aflevering van 10 augustus 2012. Een week later maakte Booker T de beslissing ongedaan.

## Matchen
| Nr.                                                                          | Match | Winnaar(s)                  |
| ---------------------------------------------------------------------------- | --- | --------------------------- |
| -                                                                            | Santino Marella (c) vs. Antonio Cesaro (met Aksana) in een een-op-eenmatch voor het WWE United States Championship         | Antonio Cesaro (nc)         |
| 1                                                                            | Dolph Ziggler (met Vickie Guerrero) vs. Chris Jericho in een een-op-eenmatch                                               | Chris Jericho               |
| 2                                                                            | Kane vs. Daniel Bryan in een een-op-eenmatch                                                                               | Daniel Bryan                |
| 3                                                                            | The Miz (c) vs. Rey Mysterio in een een-op-eenmatch voor het WWE Intercontinental Championship                             | The Miz (c)                 |
| 4                                                                            | Sheamus (c) vs. Alberto Del Rio (met Ricardo Rodríguez) in een een-op-eenmatch voor het WWE World Heavyweight Championship | Sheamus (c)                 |
| 5                                                                            | Kofi Kingston & R-Truth (c) vs. Prime Time Players in een tag team match voor het WWE Tag Team Championship                | Kofi Kingston & R-Truth (c) |
| 6                                                                            | CM Punk (c) vs. John Cena vs. Big Show in een Triple Threat match voor het WWE Championship                                | CM Punk (c)                 |
| 7                                                                            | Triple H vs. Brock Lesnar (met Paul Heyman) in een een-op-eenmatch                                                         | Brock Lesnar                |
| (c) huidige kampioen voor en na de match \| (nc) nieuwe kampioen na de match | |                             |